# Campionato italiano di hockey su ghiaccio 1961-1962
Il campionato italiano di hockey su ghiaccio 1961-62 fu organizzato dalla FISG.

## Serie A

### Formula
Si ritorna, dopo una sola stagione, alla formula con doppia andata e ritorno.

### Formazioni
Sono sempre 4 le squadre iscritte: Cortina, Bolzano, Ortisei e Diavoli Milano.

### Campionato
Favoriti d'obbligo i campioni in carica del Cortina che, fin dalle prime battute, dimostrano la loro superiorità vincendo 3-2 a Bolzano e 7-1 in casa dei Diavoli Milano. Gli scoiattoli nel corso del Campionato perdono solo 3 punti dei 24 disponibili a causa del pareggio casalingo per 3-3 nel primo girone di ritorno, imposto dal Bolzano, e dalla sconfitta patita a Milano contro i Diavoli per 4-3 a giochi oramai fatti.
La lotta per la conquista del secondo posto è affare del Bolzano e dei Diavoli Milano, con questi ultimi che la spuntano confermandosi Vice Campioni d'Italia con 14 p.ti. Per la formazione meneghina vanno rimarcate le difficoltà incontrate nelle due gare interne contro l'Ortisei, formazione cenerentola del torneo, che è uscita dal ghiaccio con sconfitte di stretta misura per 1-0.
Al terzo posto il Bolzano con 12 p.ti. Chiude la classifica l'Ortisei; grazie al pareggio per 2-2 ottenuto contro i Diavoli Milano nella prima gara di andata, i gardenesi conquistano il primo punto da quando sono tornati a disputare il massimo campionato. Il problema principale per la formazione altoatesina è la mancanza di una pista artificiale che possa permettere ai suoi giocatori una preparazione adeguata; nel corso del torneo l'Ortisei si rende protagonista di un ritiro nella partita del 18 gennaio 1962 contro il Bolzano a seguito di un goal dei gialli bolzanini, contestato dai giocatori locali, ma convalidato dagli arbitri Besostri e Saudati di Milano. Infine il risultato della seconda gara casalinga contro gli stessi avversari, terminata 1-1, è ribaltato dalla Federazione in 5-0 a favore degli ospiti, annullando così il secondo punto conquistato sul ghiaccio.

#### Classifica Finale
La Sportivi Ghiaccio Cortina conquista il suo quinto scudetto.

Formazione Campione d'Italia: Enrico Benedetti - Alberto Da Rin - Gianfranco Da Rin - Paolo De Zanna - Bruno Frison - Paolo Gaspari - Ivo Ghezze - Giuseppe Lorenzi - Francesco Macchietto - Silvano Marzenta - Giulio Oberhammer - Carmine Tucci - Giulio Verocai - Giuseppe Zandegiacomo.

### Classifica marcatori
Il vincitore della classifica marcatori è stato Gianfranco Da Rin (Cortina) con 15 reti, seguito da Sigfrido Schlemmer (Bolzano, 12 reti), Carmine Tucci (Cortina, 12 reti), Ivo Ghezze (Cortina, 10 reti) ed Enrico Benedetti (Cortina, 10 reti).